# Universitätsklinikum Düsseldorf

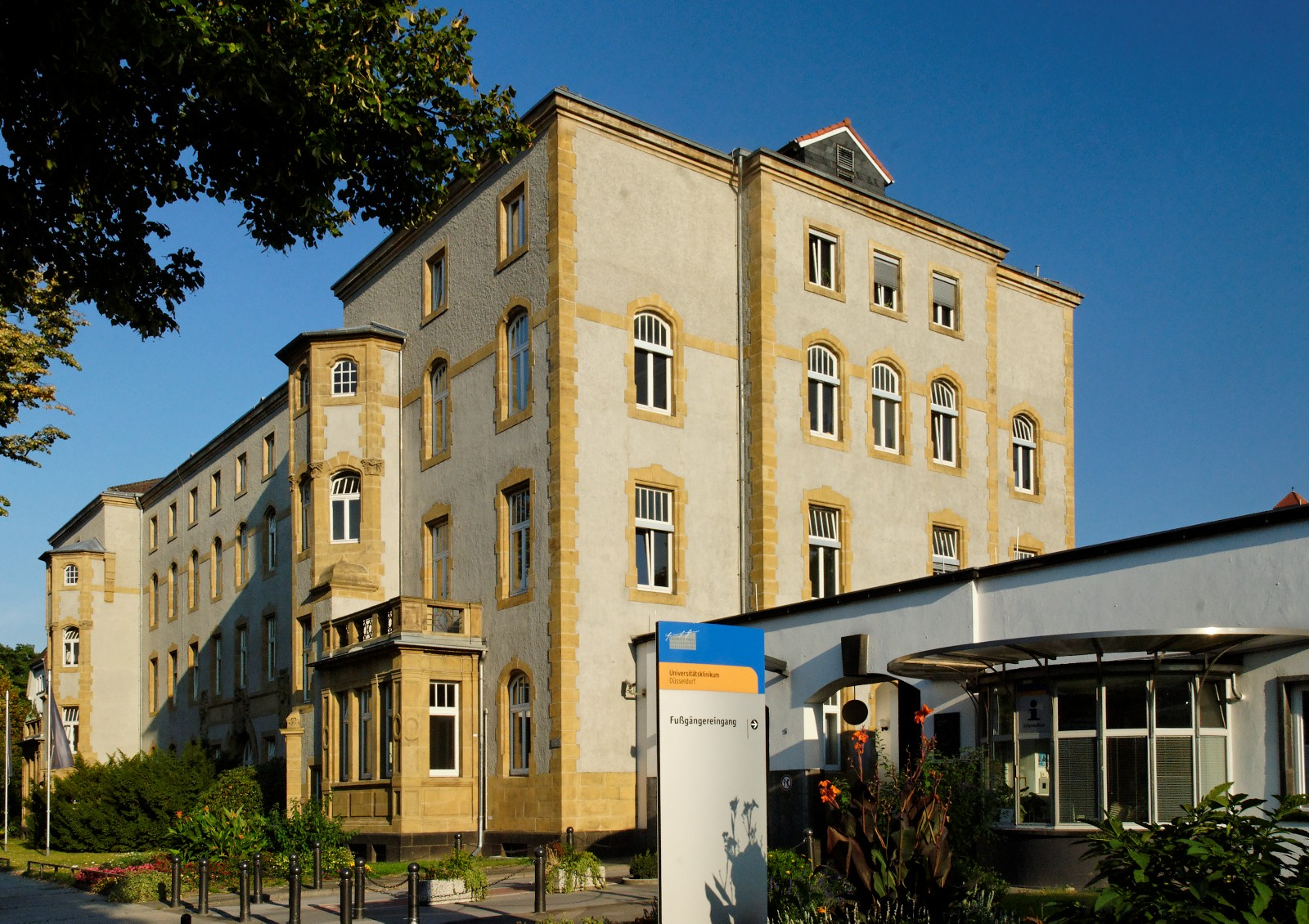
Fußgängereingang und Verwaltung

Das Universitätsklinikum Düsseldorf (UKD) liegt im Süden von Düsseldorf. In 29 Kliniken und 30 Instituten werden jährlich ca. 50.000 Patienten stationär und etwa 300.000 ambulant behandelt. Das Klinikum verfügt dafür über mehr als 1200 stationäre Betten. Beschäftigt sind rund 9500 Mitarbeiter, davon 1300 in der Krankenpflege und 975 Ärzte. Vielerlei Einrichtungen werden selbst betrieben (Handwerke, Ausbildungsstätten). Der Vorstand besteht aus dem Vorstandsvorsitzenden und Ärztlichen Direktor Frank Schneider, dem Kaufmännischen Direktor, dem stellvertretenden Ärztlichen Direktor, dem Pflegedirektor und dem Dekan der medizinischen Fakultät.

## Geschichte

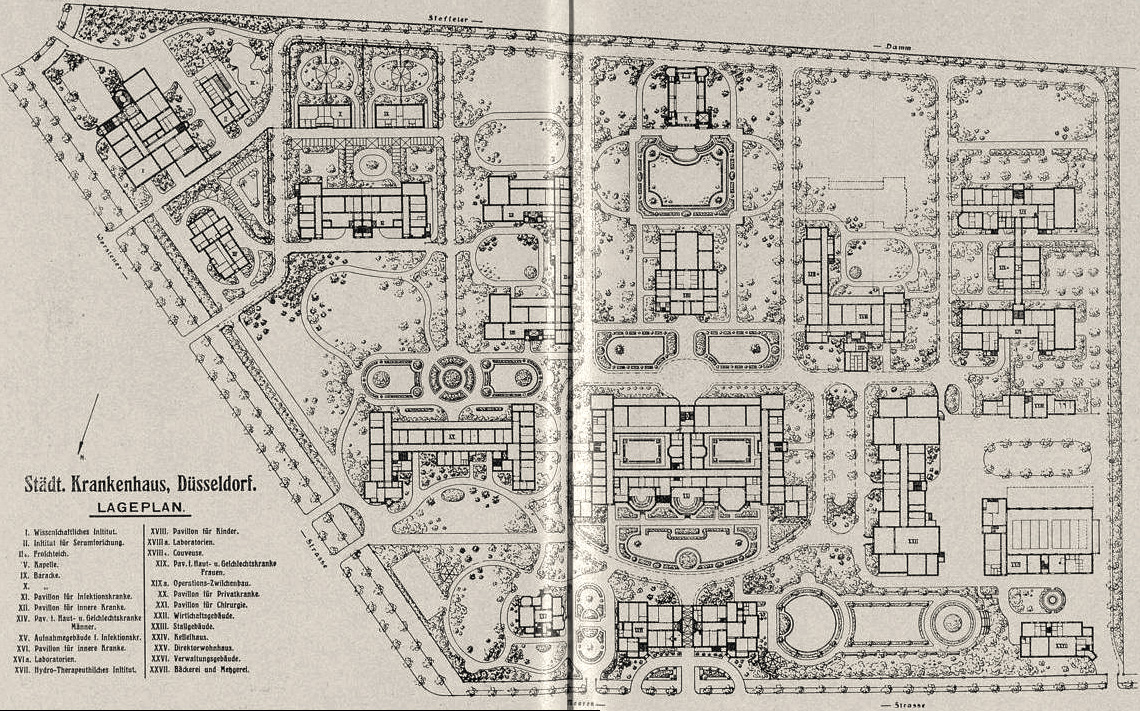
Lageplan der Allgemeinen städtischen Krankenanstalten, 1907

Am 27. Juli 1907 wurden offiziell die Allgemeinen städtischen Krankenanstalten und im Anschluss die Düsseldorfer Akademie für praktische Medizin, eröffnet. Zum Direktor wurde Oskar Witzel ernannt. Auf dem Gelände waren die Kliniken Chirurgie, Innere Medizin Kinderheilkunde, mit Arthur Schloßmann als Leitendem Arzt, Frauenheilkunde und Geburtshilfe mit Hugo Sellheim als Leitendem Arzt, Infektologie mit angeschlossenem Institut für Experimentelle Therapie Haut- und Geschlechtskrankheiten, Hals-Nasen-Ohren-Heilkunde, Augenheilkunde sowie Pathologie unter der Leitung von Lubarsch, angesiedelt. Die Psychiatrie befand sich in der Rheinischen Provinzial- und Pflegeanstalt zu Grafenberg.
Nach dem Zweiten Weltkrieg erlangte die Klinik und die Akademie einen weltweiten Ruf in der Herzforschung, insbesondere als 1952 dem Herzchirurgen und Leiter der Chirurgischen Klinik von 1946 bis 1969, Ernst Derra, mit Hilfe einer Herz-Lungen-Maschine die erste Operation am offenen Herzen gelang. 1958 wurde der Neubau der Chirurgischen Klinik, damals eines der modernsten Klinikgebäude der Welt, eröffnet.
Nachdem bereits 1965 die medizinische Akademie in der neu gegründeten Universität Düsseldorf aufgegangen war, übernahm am 1. Januar 1973 das Land Nordrhein-Westfalen auch die Trägerschaft der Krankenanstalten, die zu diesem Zeitpunkt in Universitätsklinikum Düsseldorf umbenannt wurden. Mittlerweile konnte die Universität Düsseldorf die ersten Neubauten auf dem Campus südlich des Klinikgeländes beziehen. Ab 1973 fanden hier auch die Vorklinik und weitere medizinische Institute Platz. Die Einrichtungen, die überwiegend der klinischen Versorgung und Forschung dienten, verblieben auf dem Klinikgelände.
Eine umfassende Modernisierung der Kliniken begann 1985 mit der Eröffnung der neu erbauten Medizinisch-Neurologisch-Radiologische Klinik (MNR-Klinik), zu der auch das höchste Gebäude des Klinikums gehört. Es folgte der Neubau des Zentrums für Kinder- und Jugendmedizin am und um den Standort der alten Kinderklinik. Zum Modernisierungsprozess zählte das neue Rechenzentrum am Standort des alten Kesselhauses.
Die Deutsche Krebshilfe nahm erstmals 2013 das Universitätsklinikum in die Liste der Onkologischen Spitzenzentren auf. Verbunden damit ist eine Förderung des Universitätstumorzentrums Düsseldorf (UTZ) in Höhe von insgesamt drei Millionen Euro für drei Jahre.
Nach langer Bauzeit wurde im Juni 2014 das Zentrum für Operative Medizin II als neuer Mittelpunkt der Klinik eröffnet. In ihm wurden die Kliniken für HNO, Neurochirurgie, Kiefer- und Plastische Gesichtschirurgie, Unfall- und Handchirurgie sowie Orthopädie integriert. Es umfasst Operationssäle, Krankenstationen inklusive einer Intensivstation und die neue zentrale Notaufnahme mit Schockräumen und Hubschrauber-Dachlandeplatz. Die Eröffnung war ursprünglich für 2009 geplant gewesen, eine Inbetriebnahme war jedoch wegen Problemen mit dem Brandschutz nicht möglich gewesen. Die Medien nannten die Anlage eine „Geisterklinik“. Bezüglich des ausführenden Unternehmens Imtech wurden rechtliche Auseinandersetzungen angekündigt.
Im September 2020 wurde die Uniklinik von Hackern angegriffen; daraufhin fiel das Computer- und IT-System der Klinik aus. Nach dem Angriff musste die Notaufnahme schließen und eine Notfallpatientin, die in ein anderes Krankenhaus umgeleitet werden musste, starb. Die Zentral- und Ansprechstelle Cybercrime Nordrhein-Westfalen übernahm die Ermittlungen.
Im Rahmen des Innovationsprojekts „Giga for Health“ wird das Universitätsklinikum Düsseldorf zum ersten 5G Medizincampus Europas.

## Kritik
Im Jahr 2018 wurde die Klinik vom WDR kritisiert, nicht genug auf Hygiene zu achten und Patienten zu früh von der Intensiv-Station auf normale Stationen zu verlegen. Das habe zu Todesfällen geführt.

## Ranking
Die Klinik für Gastroenterologie liegt in einem Ranking der Zeitschrift „Newsweek“ unter den besten 17 Kliniken der Welt.

## Klinikgelände

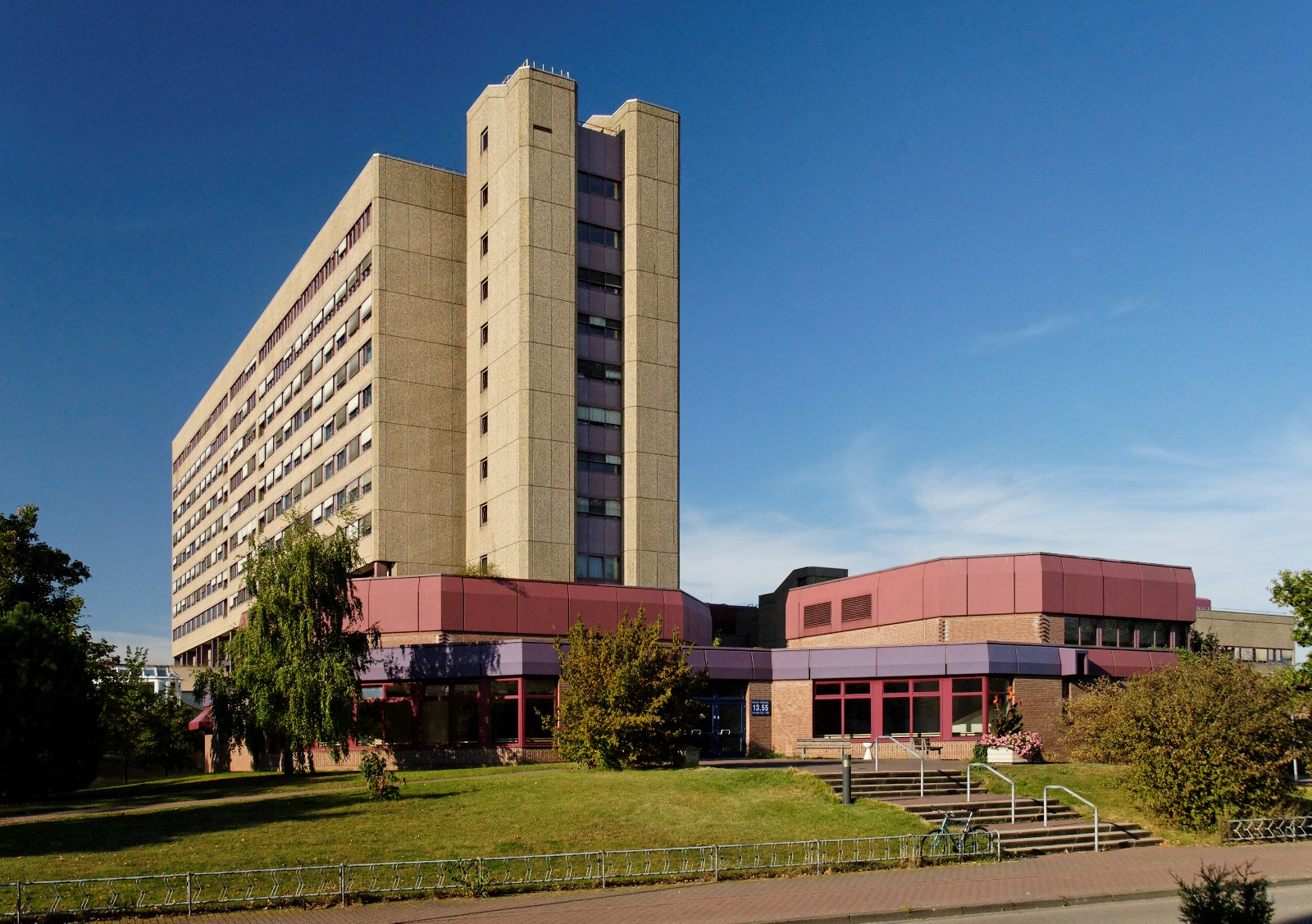
MNR-Klinik
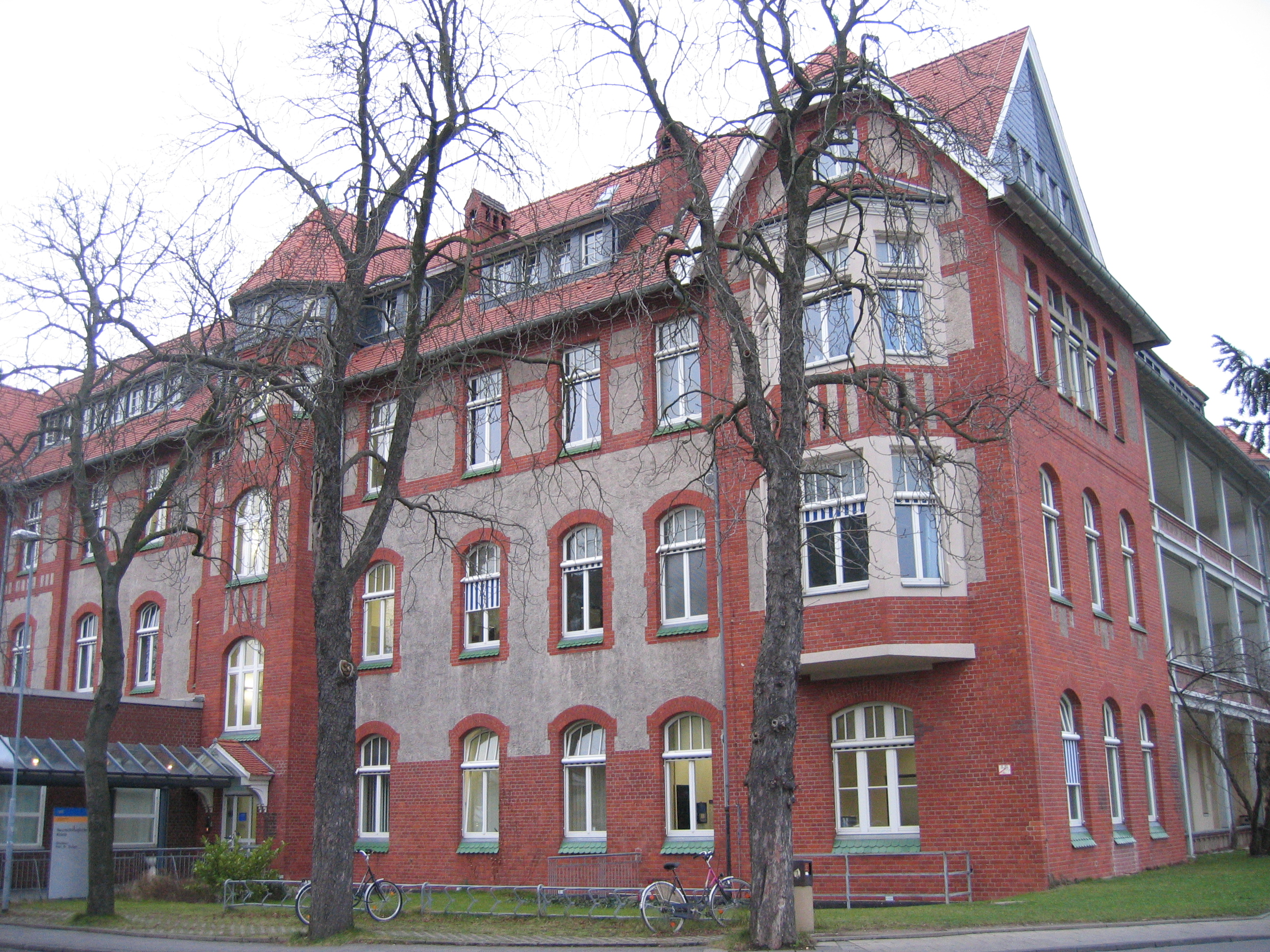
Gebäude der Urologischen Klinik
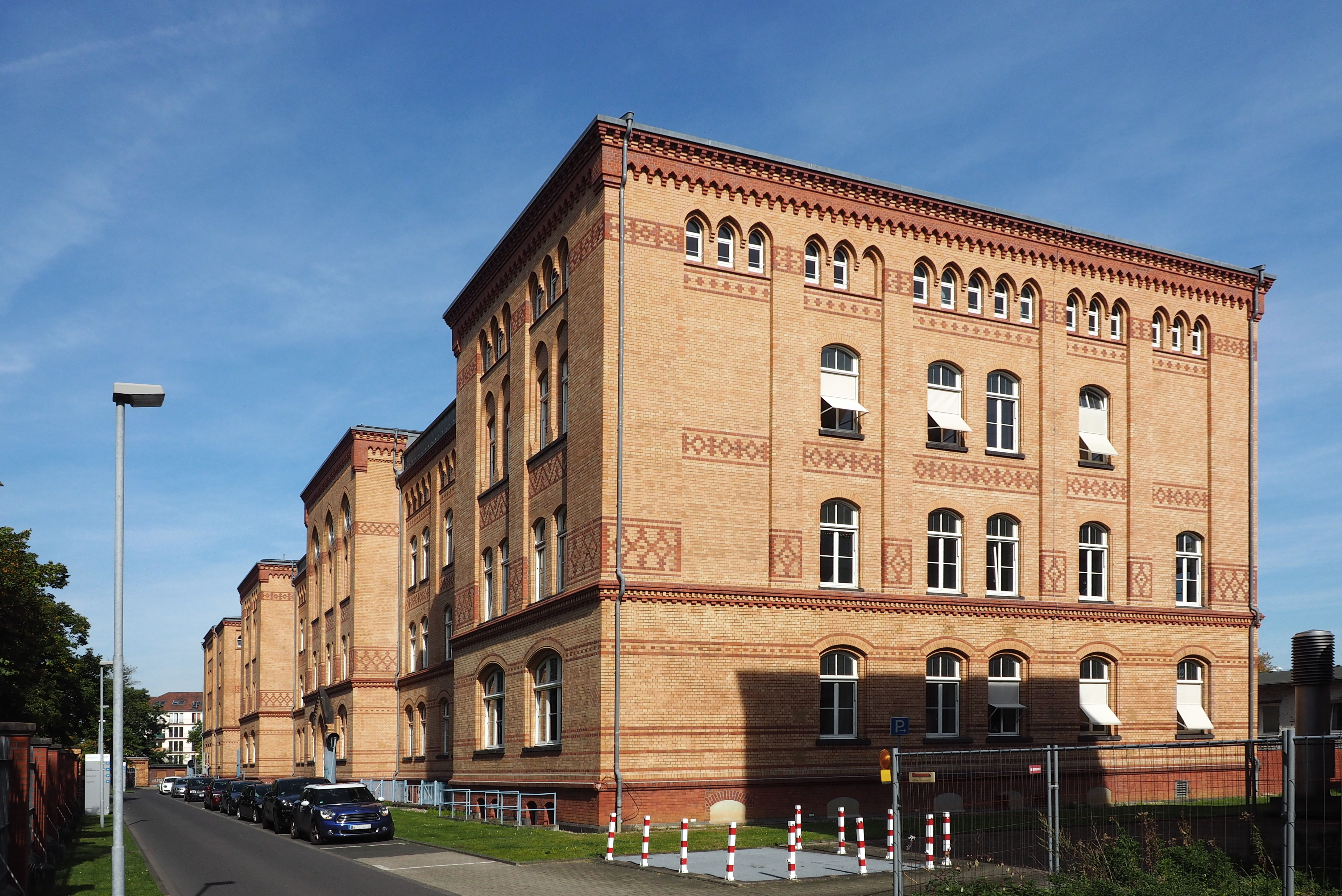
Gebäude der Kieferklinik
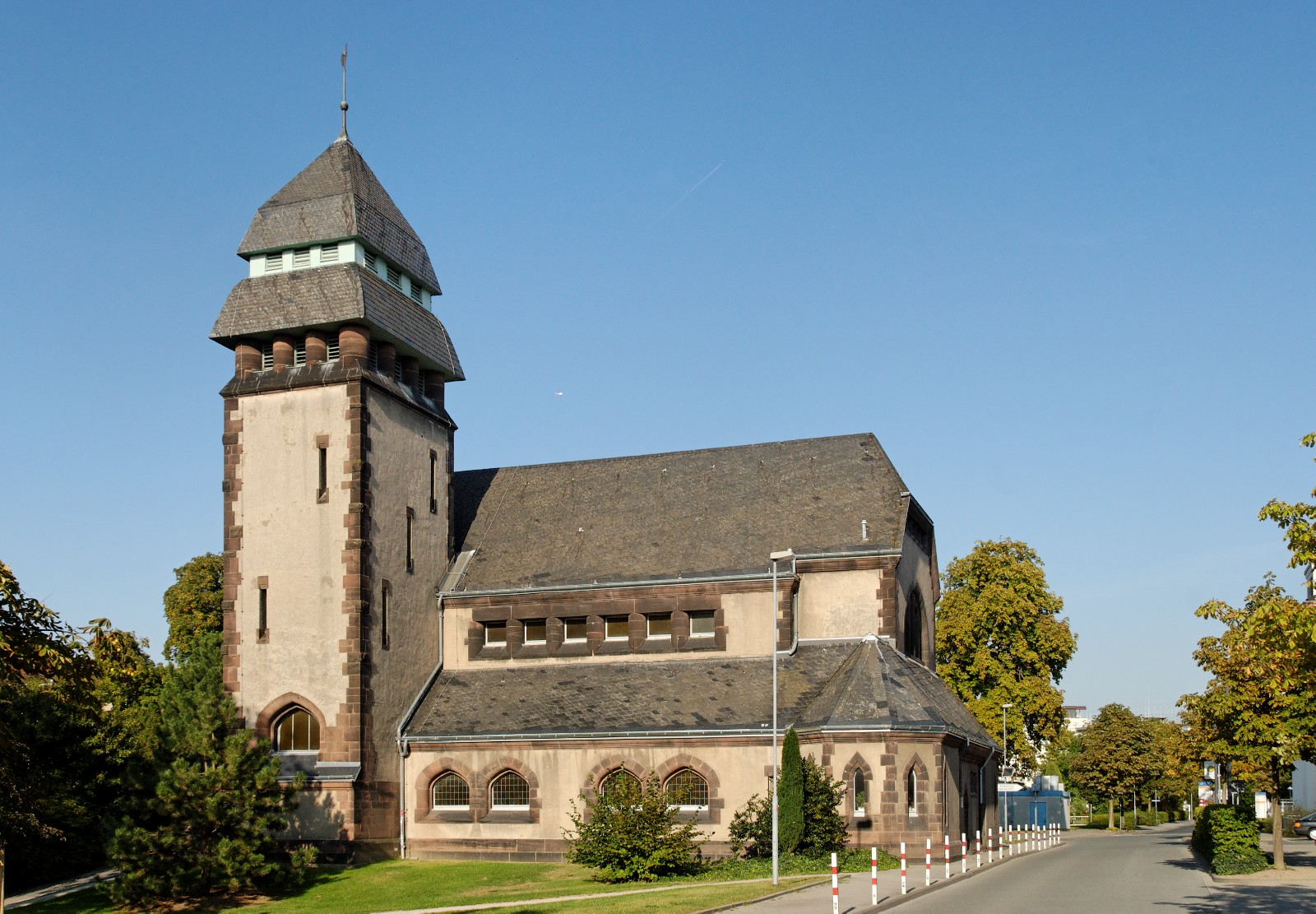
Heilig-Geist-Kapelle

### Lage
Das eingezäunte 40 Hektar große Gelände liegt im Südosten des Düsseldorfer Stadtteils Bilk. Die nördliche Grenze bilden die Moorenstraße und die Witzelstraße. Die Himmelgeister Straße liegt westlich und die Christophstraße östlich des Geländes. Im Süden schließt sich der Campus der Heinrich-Heine-Universität – vom Klinikgelände durch die hier im Universitätstunnel verlaufende A 46 und einen über dem Tunnel liegenden Grünzug mit Fuß- und Radwegen getrennt – an.

### Bereiche und Gebäude
Alle Gebäude, einige unter Denkmalschutz, haben die Postanschrift Moorenstraße 5, 40225 Düsseldorf. Für eine genauere Lokalisierung der Standorte wird wie auf dem benachbarten Campus der Universität ein Schlüssel aus vier zweistelligen Zahlen, die durch Punkte voneinander getrennt sind, verwendet. Die linke und erste Zahl bestimmt den Bereich, die zweite Zahl das Gebäude, die dritte Zahl die Etage und die letzte Zahl die Raumnummer im betreffenden Stockwerk. Alle Bereichsnummern im Klinikgelände beginnen mit 1. Die folgende Tabelle gibt einen Überblick über die Bereiche und Gebäude.
| Bereich | Lage                             | Zentrale Einrichtungen | Kliniken | Sonstiges |
| ------- | -------------------------------- | --- | --- | --- |
| 11      | Klinik Mitte/Westseite           | - Rechenzentrum (11.01) - Druckerei (11.70) - Kasse (11.72) | - Hautklinik (11.80–11.82) - Zentrum für Operative Medizin II (11.50-11.54) | In diesem Bereich befindet sich der Fußgängereingang Moorenstraße. Er ist mit dem ÖPNV über die Haltestelle Uni-Klinikum (Linien U72, U73, U83, 704, 723, 780, 782, 785, 827, NE6, NE7 und SB50) erreichbar. |
| 13      | Klinik Mitte/Ostseite            | - Heilig-Geist-Kapelle (13.79) - Verwaltung (13.70) - Medizinisches Dekanat (11.72) - Klinikseelsorge | - Urologie (13.72) - Kinderklinik (13.41–43) - MNR-Klinik (13.50–56) - Leber- und Infektionszentrum (13.57) | - AOZ Ambulantes Operatives Zentrum (13.71) - IAC Chemotherapiezentrum (13.71) - Schmerzambulanz (13.71) - Radiologie (13.53) - Strahlentherapie und Radioonkologie (13.54) - Klinische Chemie und Laboratoriumsdiagnostik (13.51.02) - Phoniatrie und Pädaudiologie (13.77) - Palliativstation (13.52) - Medizinisches Versorgungszentrum - Medizinisches Forschungszentrum I (13.58) |
| 17      | Klinik Nordwest                  | - Versorgungszentrum (17.21) - Wäscherei (17.16) - Werkstätten (17.15) - Dekanat (17.11) - Technik (17.18) | | - Medizinisches Forschungszentrum II (17.11) |
| 12      | Klinik Südwest                   | - Blutspende (12.43) - Betriebsärztlicher Dienst (12.44) | - Chirurgie (12.41–47) - Anaesthesiologie (12.42) | - Hämostaseologie und Transfusionsmedizin (12.49) - MVZ Gerinnungsambulanz (12.49) - Psychosoziales Zentrum (12.50) |
| 18      | Klinik West/Himmelgeister Straße | - Apotheke (14.23) - Sanitätshaus (18.15) - Parkhaus (18.82) | - Augenklinik (18.11, 18.12) - Zahn-, Mund- und Kieferheilkunde (18.13, 18.14) - Poliklinik für Zahnärztliche Prothetik (18.13.1) - Poliklinik für Zahnerhaltung, Parodontologie und Endodontologie (18.13.2) - Kieferorthopädie (18.21) - Rheumaambulanz (18.11) | Über die Kfz-Einfahrt Nord ist das Gelände von der Moorenstraße aus befahrbar. |
| 14      | Klinik Nordost/Witzelstraße      | - Personaldezernat (14.70) - Personalrat und Schwerbehindertenangelegenheiten (14.77) - Elternhaus (14.27) - Koordinierungszentrum für klinische Studien (14.75) - Kita „Blaubär“ (14.85)                        | - Frauenklinik (14.22, 14.24, 14.25) - Universitäres interdisziplinäres Kinderwunschzentrum UniKiD (14.75) - Gewaltopferambulanz (14.84) - Tagesklinik und Ambulanzzentrum (14.99)                                                                                | - Knochenmarkspenderzentrale (14.83) - Pathologie (14.79) - Rechtsmedizin (14.84) - Transplantationsdiagnostik und Zelltherapeutika (14.80) - Hyperbare Sauerstofftherapie (14.83.U1) |
| 15      | Klinik Südost/Christophstraße    | - Gesellschaft für klinische Dienstleistungen (15.15) | - Psychosomatische Medizin und Psychotherapie (15.16) | - Bildungszentrum BZG (15.21) - Ausbildungszentrum (15.14) |
| 16      | Klinik Süd                       | - Rektorat und Verwaltung der Heinrich-Heine-Universität Düsseldorf (16.11) - O.A.S.E. (Ort des Austauschs, des Studiums und der Entwicklung, 16.61) - Kita „Waldhäuschen“ (16.51) - Alfred Adler-Schule (11.66) | | In diesem Bereich befindet sich die Kfz-Einfahrt Süd, durch die das Gelände von der Universitätsstraße aus befahrbar ist. |